# Erhard Oeser
Erhard Oeser (* 18. Juni 1938 in Prag, Tschechoslowakei; † 28. April 2024 in Wien) war ein österreichischer Philosoph und Wissenschaftstheoretiker.

## Leben
Nach dem Studium der Philosophie in München und Wien promovierte er 1962 zum Dr. phil., habilitierte sich 1968 und wurde an der Universität Wien 1972 ordentlicher Professor für Philosophie und Wissenschaftstheorie. Von 1994 bis 2004 leitete er an dieser Universität das Institut für Wissenschaftstheorie und Wissenschaftsforschung, von 2005 bis 2006 das Institut für Wissenschaftstheorie.
Zusammen mit den Wiener Biologen Rupert Riedl und Franz M. Wuketits thematisierte er die allgemeine Relevanz der Evolutionären Erkenntnistheorie und mit Hans Hass die Energon-Theorie.
Seine frühe Forschungsarbeit betraf die Beschäftigung mit Informationstechnologien, vor allem in Bezug auf Sprache, Terminologie und Normierung. In der Verarbeitung von Sprache befasste er sich sowohl auf technischer wie auch geistiger Ebene mit Neurologie und Gehirnforschung, er arbeitete mit dem Neurologen Franz Seitelberger eng zusammen.
Inter- und Transdisziplinarität sind ihm besondere Anliegen. In seinen jüngsten Arbeiten befasste er sich mit der Kulturgeschichte der Mensch-Tier-Beziehung, zuletzt mit den Wurzeln der Xenophobie.
Im Februar 2022 wurde ein ‚schwerwiegender‘ Plagiatsvorwurf publik.

## Publikationen
- Die antike Dialektik in der Spätphilosophie Schellings. Ein Beitrag zur Kritik des Hegelschen Denkens (= Überlieferung und Aufgabe. Band 1). Oldenbourg, Wien/München 1965.
- Begriff und Systematik der Abstraktion. Die Aristotelesinterpretation bei Thomas von Aquin, Hegel und Schelling als Grundlegung der philosophischen Erkenntnislehre (= Überlieferung und Aufgabe. Band 8). Oldenbourg, Wien/München 1969.
- Kepler. Die Entstehung der neuzeitlichen Wissenschaft (= Persönlichkeit und Geschichte. Band 58/59). Musterschmidt, Göttingen 1971, ISBN 3-7881-0058-3.
- System – Klassifikation – Evolution. Historische Analyse und Rekonstruktion der wissenschaftstheoretischen Grundlagen der Biologie. Braumüller, Wien/Stuttgart 1974, ISBN 3-7003-0074-3 (Neuauflage, ebenda 1996, ISBN 3-7003-1155-9).
- mit Rainer Schubert-Soldern: Die Evolutionstheorie. Geschichte, Argumente, Erklärungen. Braumüller, Wien 1974, ISBN 3-7003-0074-3.
- Wissenschaft und Information. Systematische Grundlagen einer Theorie der Wissenschaftsentwicklung (Scientia nova). Oldenbourg, Wien/München 1976.
  - Band 1: Wissenschaftstheorie und empirische Wissenschaftsforschung. ISBN 3-7029-0094-2.
  - Band 2: Erkenntnis als Informationsprozeß. ISBN 3-7029-0095-0.
  - Band 3: Struktur und Dynamik erfahrungswissenschaftlicher Systeme. ISBN 3-7029-0096-9.
- Wissenschaftstheorie als Rekonstruktion der Wissenschaftsgeschichte. Fallstudien zu einer Theorie der Wissenschaftsentwicklung (Scientia nova). Oldenbourg, Wien/München 1979.
  - Band 1: Metrisierung, Hypothesenbildung, Theoriendynamik. ISBN 3-7029-0129-9.
  - Band 2: Experiment, Erklärung, Prognose. ISBN 3-7029-0130-2.
- Psychozoikum. Evolution und Mechanismus der menschlichen Erkenntnisfähigkeit. Parey, Berlin/Hamburg 1987, ISBN 3-489-63234-6.
- Das Abenteuer der kollektiven Vernunft. Evolution und Involution der Wissenschaft. Parey, Berlin/Hamburg 1988, ISBN 3-489-63134-X.
- mit Franz Seitelberger: Gehirn, Bewußtsein und Erkenntnis (= Dimensionen der modernen Biologie. Band 2). Wissenschaftliche Buchgesellschaft, Darmstadt 1988, ISBN 3-534-02532-6 (2., überarbeitete und erweiterte Auflage, ebenda 1995).
- Evolution und Selbstkonstruktion des Rechts. Rechtsphilosophie als Entwicklungstheorie der praktischen Vernunft (= Perspektiven der Wissenschaftsgeschichte. Band 7). Böhlau, Wien/Köln 1990, ISBN 3-205-05314-1.
- Geschichte der Hirnforschung. Von der Antike bis zur Gegenwart. Wissenschaftliche Buchgesellschaft, Darmstadt 2002, ISBN 3-534-14982-3 (2. Auflage, Wissenschaftliche Buchgesellschaft, Darmstadt 2010, ISBN 978-3-534-23216-1).
- Popper, der Wiener Kreis und die Folgen: Die Grundlagendebatte der Wissenschaftstheorie. Facultas, Wien 2003, ISBN 3-85114-803-7.
- Hund und Mensch. Die Geschichte einer Beziehung. Primus-Verlag, Darmstadt 2004, ISBN 3-89678-496-X (3. Auflage, Wissenschaftliche Buchgesellschaft, Darmstadt 2009, ISBN 978-3-534-23015-0).
- Katze und Mensch. Die Geschichte einer Beziehung. Wissenschaftliche Buchgesellschaft, Darmstadt 2005, ISBN 3-534-18244-8.
- Das selbstbewusste Gehirn. Perspektiven der Neurophilosophie. Wissenschaftliche Buchgesellschaft, Darmstadt 2006, ISBN 3-534-19068-8.
- Pferd und Mensch. Die Geschichte einer Beziehung. Wissenschaftliche Buchgesellschaft, Darmstadt 2007, ISBN 978-3-534-19067-6 (Sonderausgabe, ebenda 2016, ISBN 978-3-534-26839-9).
- Die Jagd zum Nordpol. Tragik und Wahnsinn der Polarforscher. Wissenschaftliche Buchgesellschaft, Darmstadt 2008, ISBN 978-3-534-20790-9.
- Die Suche nach der zweiten Erde. Illusion und Wirklichkeit der Weltraumforschung. Wissenschaftliche Buchgesellschaft, Darmstadt 2009, ISBN 978-3-534-22147-9.
- Katastrophen. Triebkraft der Evolution. Primus Verlag, Darmstadt 2011, ISBN 978-3-89678-712-5.
- Das Reich des Mahdi. Aufstieg und Untergang des ersten islamischen Gottesstaates 1885–1897. Primus Verlag, Darmstadt 2012, ISBN 978-3-86312-312-3.
- Cheops' Geheimnis. Die wissenschaftliche Eroberung Ägyptens. Philipp von Zabern, Darmstadt/Mainz 2013, ISBN 978-3-8053-4632-0.
- Die Angst vor dem Fremden. Die Wurzeln der Xenophobie. Theiss Verlag, Darmstadt 2015, ISBN 978-3-8062-3151-9 (2., durchgesehene und erweiterte Auflage, ebenda 2016, ISBN 978-3-8062-3361-2).
- Die Eroberung der Antarktis. Der Mythos vom Heldentum der Polarforscher. WBG Academic, Darmstadt 2020, ISBN 978-3-534-40312-7.
- Herausragende Frauen in der Geschichte der Menschheit. WBG Academic, Darmstadt 2021, ISBN 978-3-534-40486-5.
- Die Welt des Aristoteles. Zwischen Verdammung und Bewunderung. WBG Academic, Darmstadt 2022, ISBN 978-3-534-40639-5.

Festschriften
- Stephan Haltmayer, Franz M. Wuketits, Gerhard Budin (Hrsg.): Homo pragmatico-theoreticus. Philosophie – Interdisziplinarität und Evolution – Information. Erhard Oeser zum 60. Geburtstag (= Wiener Arbeiten zur Philosophie. Band 4). Peter Lang, Frankfurt am Main 2000, ISBN 3-631-34539-9.
- Stephan Haltmayer, Franz M. Wuketits, Gerhard Gotz (Hrsg.): Homo universalis. Evolution, Information, Rekonstruktion, Philosophie. Erhard Oeser zur Feier seines 70. Geburtstages (= Wiener Arbeiten zur Philosophie. Band 21). Peter Lang, Frankfurt am Main 2011, ISBN 978-3-631-59177-2.